# Barleria casatiana
Barleria casatiana là một loài thực vật có hoa trong họ Ô rô. Loài này được Buscal. & Muschl. mô tả khoa học đầu tiên năm 1913.